# Tour de Dubai 2016
La 3.ª edición del Tour de Dubai se celebró entre el 3 y el 6 de febrero en el emirato de Dubái.
La carrera formó parte de calendario UCI Asia Tour 2016 en su máxima categoría 2.HC.
El ganador de la clasificación final fue Marcel Kittel que además ganó el maillot rojo de la clasificación por puntos y obtuvo dos victorias de etapa. Le acompañaron en el podio Giacomo Nizzolo y Juan José Lobato (vencedor de una etapa), respectivamente. 
En las clasificaciones secundarias se impusieron Marcin Białobłocki (sprints intermedios) y Soufiane Haddi (jóvenes).

## Equipos participantes
La lista de equipos que fue anunciada por la organización el 28 de diciembre de 2015, tomaron parte en la carrera 16 equipos. 10 de categoría UCI ProTeam; 3 de categoría Profesional Continental; y 3 equipos de categoría Continental. Formando así un pelotón de 124 ciclistas, de 8 corredores por equipo, de los que acabaron 120.
| Equipo                   | Cód. UCI | Categoría               | Jefe de filas     |
| ------------------------ | -------- | ----------------------- | ----------------- |
| Dimension Data           | DDD      | UCI ProTeam             | Mark Cavendish    |
| Astana Pro Team          | AST      | UCI ProTeam             | Andrea Guardini   |
| BMC Racing Team          | BMC      | UCI ProTeam             | Philippe Gilbert  |
| Etixx-Quick Step         | EQS      | UCI ProTeam             | Marcel Kittel     |
| Trek-Segafredo           | TFS      | UCI ProTeam             | Fabian Cancellara |
| Lampre-Merida            | LAM      | UCI ProTeam             | Sacha Modolo      |
| Movistar Team            | MOV      | UCI ProTeam             | Juan José Lobato  |
| Team Sky                 | SKY      | UCI ProTeam             | Elia Viviani      |
| Team Giant-Alpecin       | TGA      | UCI ProTeam             | Roy Curvers       |
| Tinkoff                  | TNK      | UCI ProTeam             | Daniele Bennati   |
| CCC Sprandi Polkowice    | CCC      | Profesional Continental | Davide Rebellin   |
| One Pro Cycling          | ONE      | Profesional Continental | Matthew Goss      |
| Team Novo Nordisk        | TNN      | Profesional Continental | Stephen Clancy    |
| Sky Dive Dubai           | SKD      | Continental             | Ivan Santaromita  |
| Al Nasr Pro Cycling Team | ANS      | Continental             | Luca Wackermann   |
| Team Wiggins             | WGN      | Continental             | Bradley Wiggins   |

## Etapas
El Tour de Dubái dispuso de cuatro etapas para un total de 665 kilómetros. Todas las etapas tuvieron salida y llegada en Dubái con etapas completamente llanas.
| Etapa     | Fecha    | Recorrido       | type            | Distancia (km) | Ganador       | Líder           |
| --------- | -------- | --------------- | --------------- | -------------- | ------------- | --------------- |
| 1.ª etapa | 3 de feb | Dubái – Fuyaira | etapa llana     | 173            | Marcel Kittel | Marcel Kittel   |
| 2.ª etapa | 4 de feb | Dubái – Dubái   | etapa llana     | 183            | Elia Viviani  | Elia Viviani    |
| 3.ª etapa | 5 de feb | Dubái – Hatta   | etapa escarpada | 172            | Juanjo Lobato | Giacomo Nizzolo |
| 4.ª etapa | 6 de feb | Dubái – Dubái   | etapa llana     | 137            | Marcel Kittel | Marcel Kittel   |

## Clasificaciones

### Clasificación general
| Posición | Ciclista          | Equipo                | Tiempo           |
| -------- | ----------------- | --------------------- | ---------------- |
|          | Marcel Kittel     | Etixx-Quick Step      | 14 h 46 min 54 s |
| 2º       | Giacomo Nizzolo   | Trek-Segafredo        | a 4 s            |
| 3º       | Juan José Lobato  | Movistar              | a 6 s            |
| 4º       | Silvan Dillier    | BMC Racing Team       | a 16 s           |
| 5º       | Gorka Izagirre    | Movistar              | a 23 s           |
| 6º       | Philippe Gilbert  | BMC Racing Team       | a 25 s           |
| 7º       | Fabian Cancellara | Trek-Segafredo        | m.t.             |
| 8º       | Daniele Bennati   | Tinkoff               | a 28 s           |
| 9º       | Davide Rebellin   | CCC Sprandi Polkowice | m.t.             |
| 10º      | Soufiane Haddi    | Sky Dive Dubai        | a 29 s           |

### Clasificación por puntos
| Posición | Ciclista        | Equipo           | Puntos |
| -------- | --------------- | ---------------- | ------ |
|          | Marcel Kittel   | Etixx-Quick Step | 55     |
| 2º       | Elia Viviani    | Sky              | 44     |
| 3º       | Giacomo Nizzolo | Trek-Segafredo   | 43     |
| 4º       | Sacha Modolo    | Lampre-Merida    | 30     |
| 5º       | Mark Cavendish  | Dimension Data   | 28     |

### Clasificación de los sprints
| Posición | Ciclista           | Equipo          | Puntos |
| -------- | ------------------ | --------------- | ------ |
|          | Marcin Białobłocki | One Pro Cycling | 15     |
| 2º       | Soufiane Haddi     | Sky Dive Dubai  | 10     |
| 3º       | Rui Costa          | Lampre-Merida   | 10     |
| 4º       | Essaid Abelouache  | Al Nasr         | 10     |
| 5º       | Silvan Dillier     | BMC             | 8      |

### Clasificación de los jóvenes
| Posición | Ciclista            | Equipo         | Tiempo           |
| -------- | ------------------- | -------------- | ---------------- |
|          | Soufiane Haddi      | Sky Dive Dubai | 14 h 47 min 23 s |
| 2º       | Jesus Alberto Rubio | Al Nasr        | a 4 s            |
| 3º       | Luca Wackermann     | Al Nasr        | a 6 s            |
| 4º       | Michael Gogl        | Tinkoff        | a 14 s           |
| 5º       | Jan Polanc          | Lampre-Merida  | a 21 s           |